# Kai Savelsberg
Kai Savelsberg (* 1975 in Aachen) ist ein deutscher Maler und Bühnenmaler.

## Leben und Wirken
Nach seinem Fachabitur für Gestaltung absolvierte Savelsberg von 1993 bis 1996 am Theater Aachen eine Ausbildung zum Bühnenmaler. Seit dieser Zeit arbeitet er als freischaffender Künstler und leitete bis 2013 ein Atelier in Monschau. Anschließend wechselte er nach Aachen, wo er ein eigenes Atelier in der Rudolfstraße leitet und eine Zeit lang die „Galerie Freitag 18:30“ gemeinsam mit Robert Mertens betrieb. Zusammen mit seiner Frau Mavi Garcia betreibt er zudem den Konzeptraum „Die Zelle“ in der Lothringer Straße.
Savelsbergs Werke wurden bisher auf mehr als 60 Ausstellungen im In- und Ausland gezeigt, unter anderem in Belgien und den Niederlanden sowie in Finnland, Schweden und in den USA. Im Jahr 2011 erhielt er im Rahmen des 4. Bad Homburger Herbstsalons den Kunstpreis der Johann-Isaak-von-Gerning-Stiftung. Als Bühnenmaler tritt er mittlerweile seltener in Erscheinung, zuletzt im Januar 2017 für das Musical „Exodus – die Freiheit liegt in dir“ von Clemens Amendt und Markus Kamps.
Darüber hinaus ergänzt Savelsberg seine malerischen Werke mit Gedichten, Prosa und Aphorismen und veröffentlichte dazu bisher drei Textbände mit zahlreichen eigenen Illustrationen. Zudem versucht er, Bilder und lyrische Gedanken zu verknüpfen, wie beispielsweise in der Konzeptausstellung „Stille Post“, bei der von der Decke herunterhängende Briefumschläge mit Gedanken zur Kunst mit den gemalten Briefmarkenbildern an den lichtgrauen Wänden korrespondieren.
Savelsberg hat sich bei der Erstellung seiner Kunstwerke bisher nicht auf eine bestimmte Technik festgelegt, sondern kreiert immer neue Formen. Neben der Standardmalerei auf Leinwand oder Mischtechniken auf Nesseltuch bearbeitet er bevorzugt Holzplatten, Türen oder Fenster, alte Tapeten und Zeitungen ebenso wie alte Bodenbeläge und sonstige Fundsachen mit Tusche, Aquarell- oder Ölfarben. In vielen seiner Bilder geht er mit Farbe begrenzt um und setzt stattdessen bewusst zahlreiche Graustufungen ein. Dazu bespannt er manche Werke mit Gaze oder Folie, wodurch bei dem Betrachter ein suggestiver und mystischer Eindruck entstehen soll.

## Ausstellungen (Auswahl)
2016
- Galerie Evasion, Waremme (B)
- Stockholm International Antiques Fair, Galleri Hera (S)[7]
- Ateneo de Málaga, (E)[8]
- ART Stuttgart, Stuttgart (DE)[9]
- Galerie MECK-ART, Weisenheim am Sand (DE)
- Schloss Burgau, Düren (DE)

2015
- Galerie Netuschil, Darmstadt (DE)
- ARTACASA, Amsterdam (NL)[10]
- Norbertijnerkapel, Down To Art Gallery, Gent (B)
- Galerie von Braunbehrens, München (DE)
- ART.FAIR, Köln (DE)

2014
- Galleri Hera, Stockholm (S)
- Galleria Bronda, Helsinki (FIN)
- Galeria JAN, La Jolla (USA)

2013
- OSTRALE, Dresden (DE)
- Affordable Art Fair (AAF), Stockholm (S)
- Art Gent, Gent (B)

2012
- Galerie Jean-Marc Laik, Koblenz (DE)

2011
- Galerie St. Remy Liege, Lüttich (B)
- Down To Art Gallery, Gent (B)
- Art Helsinki, Helsinki (FIN)

2009
- Galerie Epikur, Wuppertal (DE)

2008
- Galerie M. Jas, Breda (NL)

2007
- Galerie Lynda Beck, Antwerpen (B)
- ARTACASA, Amsterdam (NL)

2006
- Galleri Hera, Stockholm (S)

2005
- Galerie Marc Van Meensel, Zelem Halen (B)
- Aaron Gallery, Washington D.C. (USA)

### Publikationen
- Zwischenstand; Galerie Epikur, Wuppertal 2008, ISBN 978-3-925489-75-4
- Zwiesprache; Gedichte, Galerie Epikur, Wuppertal 2008, ISBN 978-3-925489-74-7
- Und von vorn : Bilder & Texte; Verlag Robert Mertens, Aachen 2012; ISBN 978-3-943762-00-6